# Territori dell'Italia
I territori dell'Italia sono quelle regioni minori storiche o geografiche spesso denominate subregioni, che si estendono all'interno di una o più regioni amministrative e che talvolta sono frazionate in province.

## Subregioni dell'Italia settentrionale
Nelle parentesi il capoluogo della subregione

### Subregioni del Piemonte
- Verbano (Verbania)
- Cusio[1] (Omegna)
- Ossola (Domodossola)
- Vergante (Arona)
- Valsesia (Borgosesia, Varallo)
- Vercellese (Vercelli)
- Valli occitane (Borgo San Dalmazzo, Busca, Boves, Dronero)
- Novarese (Novara)
- Biellese (Biella)
- Canavese (Ivrea)
- Torinese (Torino)
- Astesana (Asti)
- Cuneese (Cuneo)
- Langhe (Alba)
- Roero (Bra, Santo Stefano Roero)
- Basso Monferrato (Casale Monferrato)[2]
- Alessandrino (Alessandria)
- Oltregiogo[3] (Novi Ligure)
- Acquese o Alto Monferrato (Acqui Terme)
- Ovadese (Ovada)

### Subregioni della Lombardia
|  |

- Brianza (Monza)
- Alto Milanese (Busto Arsizio)
- Isola bergamasca (Ponte San Pietro)
- Valchiavenna (Chiavenna)
- Valtellina[4] (Sondrio)
- Pavese (Pavia)
- Lomellina (Vigevano, Lomello)
- Oltrepò Pavese[5] (Voghera)
- Val Camonica[6] (Breno)
- Cremasco (Crema)
- Gera d'Adda (Treviglio)
- Oltrepò mantovano (Suzzara)

### Subregioni del Trentino-Alto Adige
- Valle dell'Adige[7] (Trento)
- Vallagarina (Rovereto)
- Val di Fiemme (Cavalese)
- Valsugana (Pergine Valsugana)
- Val di Non (Cles)
- Val di Sole (Malé)
- Giudicarie (Tione)
- Südtirol (Bolzano)
- Alto Garda (Riva del Garda)
- Valle dei Laghi (Vallelaghi, Madruzzo, Cavedine)
- Ladinia (Cortina d'Ampezzo)[nota 1]
- Val Pusteria (Brunico)
- Valle Isarco (Bressanone)
- Val Venosta (Silandro)
- Burgraviato (Merano)
- Bolzano (Bolzano)
- Bassa Atesina (Egna)
- Alta Valle Isarco (Vipiteno)

### Subregioni del Veneto
- Agordino (Agordo)
- Cadore (Pieve di Cadore)
- Comelico (Santo Stefano di Cadore)
- Zoldano (Val di Zoldo)
- Valbelluna (Belluno)
- Feltrino (Feltre)
- Pedemontana del Brenta (Bassano del Grappa)
- Pedemontana del Grappa e dell'Asolano (Asolo)[8]
- Alto Vicentino (Schio)
- Altopiano dei Sette Comuni (Asiago)
- Valle dell'Agno (Valdagno)
- Valle del Chiampo (Chiampo)
- Area Berica
- Valpolicella (Negrar di Valpolicella)
- Polesine (Rovigo)
- Alta Padovana (Cittadella)[8]
- Camposampierese (Camposampiero)[8]
- Castellana (Castelfranco Veneto)
- Montebellunese (Montebelluna)
- Quartier del Piave (Pieve di Soligo)
- Terre dell'Alta Marca Trevigiana (Conegliano e Vittorio Veneto)[8]
- Marca Trevigiana (Treviso)
- Terme Euganee (Abano Terme)
- Saccisica (Piove di Sacco)[8]
- Riviera del Brenta (Dolo)
- Miranese (Mirano)
- Veneto Orientale (San Donà di Piave e Portogruaro)
- Sinistra Piave (Oderzo)

### Subregioni del Friuli-Venezia Giulia
- Friuli (Udine, Pordenone, Gorizia)
  - Carnia (Tolmezzo)
  - Collio (Gorizia, si può considerare Friuli o Venezia Giulia in base alle interpretazioni)
  - Slavia friulana (San Pietro al Natisone)
  - Bisiacaria (Monfalcone, si può considerare Friuli o Venezia Giulia in base alle interpretazioni)
- Venezia Giulia (Trieste)

### Subregioni della Liguria
- Tigullio (Rapallo - Chiavari)
- Lunigiana (La Spezia)

### Subregioni dell'Emilia-Romagna
- Emilia (Bologna)
  - Frignano (Pavullo nel Frignano)
  - Bassa bolognese
  - Bassa parmense (Parma)
  - Bassa modenese (Modena)
  - Bassa reggiana (Reggio Emilia)
- Romagna
  - Romagna toscana (Castrocaro Terme e Terra del Sole) [Emilia-Romagna], (Firenzuola) [Toscana]

## Subregioni dell'Italia centrale

### Subregioni della Toscana
| Valdinievole Val di Bisenzio Montagna Pistoiese Arcipelago toscano Val di Cornia [Valdisieve Valdarno Superiore Chianti Val di Merse Crete Senesi Val d'Orcia Colline Metallifere Lunigiana Garfagnana Mugello Valtiberina Valdelsa Versilia Valdarno Inferiore Empolese Valdera Piana Lucchese Piana F-P-P Casentino Val di Chiana Val di Cecina Maremma Amiata Media Valle |

- Amiata (Abbadia San Salvatore, Arcidosso)
- Arcipelago toscano (Portoferraio)
- Casentino (Bibbiena)
- Chianti (Poggibonsi, Siena)
- Colline Metallifere (Follonica)
- Crete Senesi (Monteroni d'Arbia)
- Empolese (Empoli)
- Garfagnana (Castelnuovo di Garfagnana)
- Lunigiana (Aulla di Massa-Carrara, Toscana) e (Sarzana di La Spezia, Liguria)
- Maremma Grossetana (Grosseto)
- Media Valle (Barga)
- Montagna pistoiese (Pistoia)
- Mugello (Borgo San Lorenzo)
- Piana di Lucca (Lucca)
- Piana di Firenze-Prato-Pistoia
- Valdarno Inferiore (Cascina)
- Valdarno Superiore (Montevarchi)
- Valdelsa (Poggibonsi - Alta Valdelsa e Empoli - Bassa Valdelsa)
- Valdera (Pontedera)
- Valdinievole (Monsummano Terme)
- Valdisieve (Pontassieve)
- Valtiberina Toscana (Sansepolcro), Valtiberina Umbra (Città di Castello)
- Val d'Orcia (Montalcino)
- Val di Bisenzio (Vaiano)
- Val di Cecina (Cecina)
- Val di Chiana ([Toscana] = Aretina (Arezzo), Senese (Sinalunga), [Umbria]= Perugina (Castiglione del Lago), Ternana (Orvieto))
- Val di Cornia (Piombino)
- Val di Merse (Sovicille)
- Versilia (Pietrasanta)

### Subregioni delle Marche
- Piceno (Ascoli Piceno)
- Montefeltro (Urbino)
- Val d'Aso (Fermo)
- Valle del Tronto (Ascoli Piceno)
- Sentina (San Benedetto del Tronto)
- Val Metauro (Pesaro e Urbino)
- Vallesina (Ancona)
- Maceratese (Macerata)
- Valle del Musone (Ancona)

### Subregioni dell'Umbria
- Conca Ternana (da Terni a Stroncone)
- Valnerina (da Arrone a Preci)
- Valserra (Rocca San Zenone)
- Piana Reatina (Marmore e Piediluco)
- Narnese (Narni)
- Orvietano (Orvieto - Todi)
- Amerino (Amelia)
- Valle del tevere (divisa tra Lazio e Umbria, lungo il tevere da Orvieto a Orte)
- Perugino (Perugia)
- Valle Umbra o Valle del Topino (Assisi, Cannara, Foligno, Bevagna, Montefalco)
- Appennino Umbro - Marchigiano
- Valle del Menotre e Monte Cucco (a nord di Foligno)
- Val Tiberina (Città di Castello)
- Val di Chiana Ternana e Perugina

### Subregioni del Lazio
- Ciociaria (Frosinone)
- Maremma laziale (Tarquinia)
- Tuscia (Viterbo)
- Sabina (Rieti)[nota 2]
  - Piana Reatina (Rieti)
- Cicolano (Borgorose)[nota 3]
- Agro romano (Roma)
- Castelli Romani (Albano Laziale, Marino, Velletri)
- Valle Latina (Monti Albani, Valle dal Sacco, Valle del Liri)[9][10][11]
  - Valle del Sacco
  - Valle del Liri
- Agro Pontino[12] (Latina)
- Terra di Lavoro settentrionale (Sora, Cassino, Gaeta), anticamente in Campania

## Subregioni dell'Italia meridionale

### Subregioni dell'Abruzzo
- Area Casauriense
- Area pescarese
- Area Vestina
- Conca aquilana
- Alto Aterno
- Conca Peligna[13]
- Marsica
- Costa dei Trabocchi
- Alto Sangro
- Alto vastese

### Subregioni del Molise
- Pentria (Isernia)
- Alto Molise (Agnone)[14]
- Molise centrale (Campobasso, Isernia)
- Basso Molise (Larino)
- Costa molisana (Termoli)

### Subregioni della Campania
- Area napoletana (Napoli)
  - Penisola sorrentina (Sorrento)
  - Arcipelago Campano (Ischia)
- Terra di Lavoro meridionale (Capua, Caserta)
  - Agro aversano (Aversa)
  - Sannio alifano (Piedimonte Matese)
- Sannio beneventano (Benevento)
- Sannio irpino o Irpinia, o anche Principato Ultra (Ariano Irpino, Avellino)
- Principato Citra (Cava de' Tirreni, Salerno)
  - Agro nocerino-sarnese (Nocera Inferiore)
  - Cilento (Vallo della Lucania)
  - Vallo di Diano (Sala Consilina)

### Subregioni della Basilicata
- Vulture-Melfese (Melfi)
- Murgia materana (Matera, Montescaglioso)
- Collina materana (Tricarico)
- Metapontino (Nova Siri Policoro Scanzano Jonico)
- Potentino (Potenza)
- Lagonegrese (Lauria)

### Subregioni della Puglia
- Capitanata o Daunia
  - Gargano
  - Tavoliere
  - Monti della Daunia (o Subappennino dauno)
- Terra di Bari
  - Murge
  - Alta Murgia
    - Murgia barese
    - Murge tarantine
    - Terra delle Gravine

  - Valle d'Itria
- Salento
  - Arco ionico tarantino
  - Arneo
  - Capo di Leuca
  - Grecia salentina[15]
  - Serre salentine
  - Tavoliere salentino[16]
  - Valle della Cupa

### Subregioni della Calabria
- Sila (San Giovanni in Fiore e comuni limitrofi)
- Piana di Sibari o Sibaritide (Cassano all'Ionio, Sibari, Corigliano-Rossano e comuni limitrofi)
- Crotonese o Marchesato (Crotone)
- Piana di Sant'Eufemia o di Lamezia Terme
- Locride (Locri)
- Vibonese (Vibo Valentia)
- Reggino (Reggio Calabria)

## Subregioni dell'Italia insulare

### Subregioni della Sardegna

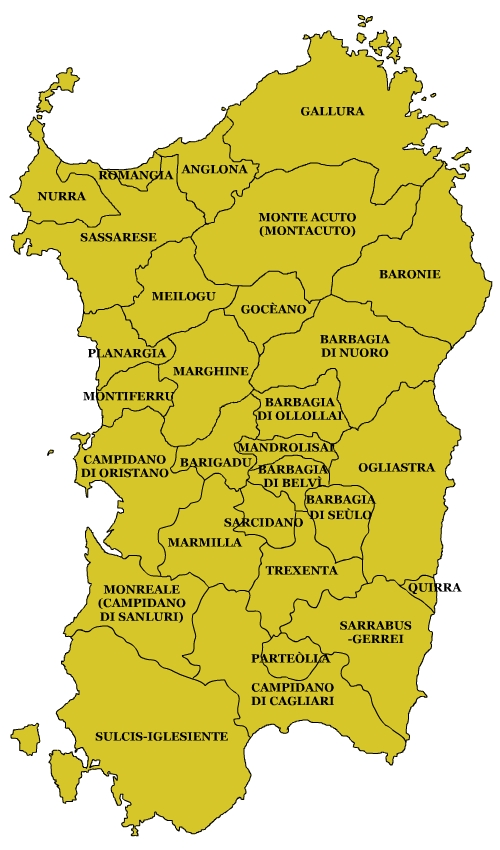
Subregioni storiche della Sardegna

- Gallura (Olbia, Tempio Pausania, Arzachena, La Maddalena)
- Anglona (Castelsardo)
- Monteacuto (Ozieri)
- Romangia (Sorso)
- Sassarese o Logudoro (Sassari)
- Nurra (Porto Torres)
- Planargia (Bosa)
- Meilogu (Bonorva, Thiesi)
- Marghine (Macomer)
- Montiferru (Cuglieri)
- Campidano di Oristano (Oristano)
- Goceano (Bono)
- Barbagia di Nuoro (Nuoro)
- Baronie (Siniscola, Orosei)
- Barbagia di Ollolai (Ollolai)
- Ogliastra (Tortolì, Lanusei)
- Mandrolisai (Sorgono)
- Barigadu (Sorradile)
- Barbagia di Belvì (Belvì, Desulo, Aritzo)
- Sarcidano (Isili)
- Barbagia di Seulo (Seulo, Seui)
- Marmilla (Sanluri, (Sardara)
- Trexenta (Mandas, Senorbì)
- Quirra (Villaputzu)
- Campidano di Sanluri o Monreale (San Gavino Monreale, Villacidro)
- Campidano di Cagliari (Cagliari, Quartu Sant'Elena, Selargius, Assemini, Capoterra, Monserrato)
- Parteòlla (Dolianova)
- Sarrabus-Gerrei (Muravera, San nicolò Gerrei, Villasalto)
- Sulcis-Iglesiente ( Iglesias, Sant'Antioco, Carbonia, Carloforte, Domusnovas, Calasetta)

### Subregioni della Sicilia
- Val Demone (Messina, Enna, Cefalù, Troina)
- Val di Noto (Ragusa, Siracusa, Catania, Caltanissetta)
- Vallo di Mazara (Trapani, Agrigento, Palermo)

### Esplicative
1. ↑  in parte anche in Veneto
2. ↑  in parte anche in Abruzzo e Umbria
3. ↑  in parte anche in Abruzzo

### Bibliografiche
1. ↑   Ecomuseo Cusius.
2. ↑  Comune di Casale Monferrato, [Il territorio  Città di Casale Monferrato - Territorio.
3. ↑  Associazione dell'Oltregiogo,  Distretto dell’Oltregiogo.
4. ↑  G. Romegialli, Storia della Valtellina e delle già contee di Bormio e Chiavenna, Sondrio, 1855.
5. ↑  Luciano Maffi, Storia di un territorio rurale. Vigne e vini nell'Oltrepò Pavese: Ambiente, società, economia, Milano,, 2010
6. ↑  G. Rosa, Coltura Alpina: La Valle Camonica, Milano, 1869
7. ↑  A. Perini, Dizionario corografico del Trentino con la regione subalpina dell'Adige, Milano, 1854
8. 1 2 3 4 5   IPA Veneto - Regione del Veneto, su regione.veneto.it. URL consultato il 24 dicembre 2022.
9. ↑  Giuseppe Ponzi,  Osservazioni fatte lungo la Valle Latina, Roma, 1849
10. ↑  Gino De Vecchis (a cura di), Per una geografia del Lazio, Bologna, 2007, p. 8.
11. ↑  Italy, Volume 1, Naval Intelligence Division (of the United Kingdom), 1944, p. 292
12. ↑  Provincia di Latina,  Statuto.(Art. 1)
13. ↑  Enrichetta Santilli, Letizia Brunetti, Marina Carugno, Itinerari storico artistici nella Conca Peligna, Sambuceto (CH), Sinapsi, 2001.
14. ↑  Regione Molise,  Alto Molise (archiviato dall'url originale il 15 agosto 2021).
15. ↑   Istituto di Istruzione Superiore "Presta Columella", Lecce (PDF).
16. ↑  Regione Puglia,  Ambito Tavoliere Salentino - Schede degli ambiti paesaggistici (PDF).